# Ленц, Эдуард Эдуардович
фон Ленц, Эдуард Эдуардович (1856 — 25 июня 1919, Петроград) — русский историк, старший хранитель Отделения Средних веков и эпохи Возрождения Императорского Эрмитажа, действительный статский советник. Один из основателей российского оружиеведения.

## Биография
Окончил историко-филологический факультет Петербургского университета в 1881 году. С 1881 года поступил на государственную службу в Министерство народного просвещения, заняв должность делопроизводителя, а затем начальника отделения разрядами общих дел и ученых учреждений. С 1889 работал старшим хранителем Отделения Средних веков и эпохи Возрождения Императорского Эрмитажа, действительный статский советник (1905). С 1895 года – член Общества изучения истории оружия в Вене. Сотрудничал с австрийским оружиеведом Венделином Бехаймом и публиковался в издаваемом им журнале «Zeitschrift für Historische Waffenkunde». С 1907 по 1914 год публиковался в журнале «Старые годы».

## Некоторые труды
- Опись собрания оружия графа С. Д. Шереметева / Сост. Э. Ленц. — СПб.: тип. М. Стасюлевича, 1895. — VIII, 197 с., 26 л. ил.
- Описание оружия, найденного в 1901 г. в Кубанской области. СПб., 1902.
- О глиняных сосудах с коническим дном, находимых в пределах мусульманского Востока. СПб., 1904.
- Заметки о Тульском оружейном заводе в XVIII в. // Старые годы. 1907. Июль-сентябрь. С. 336-347.
- Альбом изображений выдающихся предметов из собрания оружия. СПб., 1908.
- О клеймах мастеров на оружии // Записки разряда военной археологии и археографии императорского русского военно-исторического общества. — СПб., 1911. — Т. I. — С. 2—29.
- Краткий путеводитель по собранию оружия в Отделении средних веков и эпохи Возрождения / Сост. Э.Ленц. СПб., 1908 (2-е изд: Пг., 1915).
- Оружие, приписываемое историческим личностям. СПб., 1914.
- Russland und der Orient in der Geschichte des Waffenwesens // Zeitschrift für Historische Waffenkunde. 1897–1899. S. 109–112.
- Mitteilungen aus der Renaissance-Abteilung der Kaiserlichen Eremitage zu St. Petersburg // Zeitschrift für Historische Waffenkunde. 1900–1902. S. 103-108.

## Семья
Жена: Валентина Аркадьевна фон Ленц (Демидова) (1861-?).

## Награды
- Орден Святой Анны 2-й степени (1893)
- Высочайшее благоволение (1896)
- Орден Святого Владимира 3-й степени (1899)
- Высочайшая благодарность (1905)
- Орден Святого Станислава 1-й степени (1909)
- Медаль «В память царствования императора Александра III»
- Медаль «В память коронации Императора Николая II»
- Медаль «За труды по первой всеобщей переписи населения»
- Медаль «В память 300-летия царствования дома Романовых»